# Dee Notte
Dee Notte è un programma di Radio Deejay in onda dal 29 settembre 2008 fino al 19 giugno 2023. e dal 2 settembre 2024.  
Il programma nelle diverse stagioni è stato trasmesso in fascia notturna a orari variabili. Inizialmente in onda dalla mezzanotte, nel corso delle stagioni l'orario di inizio è stato anticipando arrivando anche a partire alle 21. Nelle ultime stagioni andava in onda dalla domenica al giovedì, dalle 22 alle 24.
La parte tecnica della trasmissione è stata a lungo curata da Simone Paleari, mentre la redazione dal giornalista Marco Lomonaco.

## Struttura
La trasmissione è strutturata come un classico talk radiofonico, pur essendo adattata all'orario notturno sia nell'atmosfera creata dai conduttori che dall'accompagnamento musicale; al contrario delle altre trasmissioni giornaliere dell'emittente, durante Dee Notte vengono trasmessi più brani del passato.
I temi del programma, lanciati all'inizio di ogni singola puntata da Nicola e Gianluca Vitiello sono svariati. Si spazia dal semplice racconto da parte degli ascoltatori della giornata appena trascorsa a temi più complessi e introspettivi, come ad esempio tematiche sessuali o relazionali.